# United Nations Fund for Drug Abuse Control
Die UNFDAC (United Nations Fund for Drug Abuse Control, zu deutsch: Fonds der Vereinten Nationen zur Bekämpfung des Drogenmissbrauchs) ist ein Spezialorgan der Vereinten Nationen.
Die UNFDAC wurde 1971 auf Beschluss von ECOSOC und der Generalversammlung gegründet. Ihre Aufgabe ist die Entwicklung und finanzielle Unterstützung umfassender Länderprogramme zur Bekämpfung des Drogenmissbrauchs. Durch Aufklärungsprogramme versucht sie eine Senkung des illegalen Anbaus sowie des Handels und Konsums von Drogen zu erreichen. Allein 1989 unterstützte sie 152 Projekte in 49 Staaten um dieses Ziel zu erreichen. Diese Projekte werden hauptsächlich durch freiwillige Beiträge und Spenden finanziert.